# ادرکلا

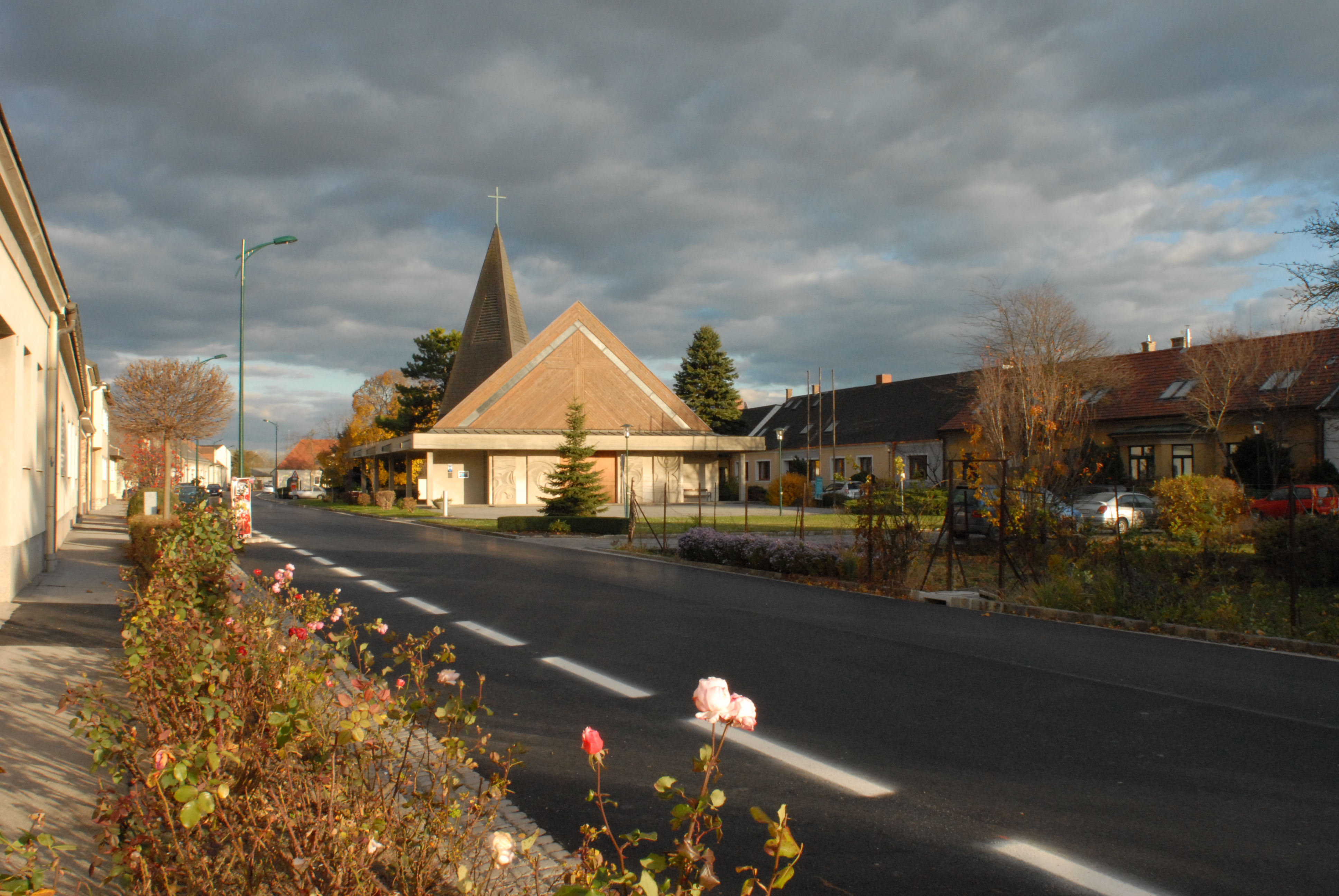
کلیسای ادرکلا

ادرکلا (به آلمانی: Aderklaa) یک سکونتگاه مسکونی در اتریش است که در Gänserndorf District واقع شده‌است.